# Síndrome de Pashayan
Síndrome de Pashayan, também conhecida como síndrome de Pashayan-Prozansky, é uma síndrome rara que causa malformações faciais. Geralmente, as características desse acometimento englobam nariz volumoso e achatado, além de rosto e orelhas deformadas.
Um subconjunto da síndrome de Pashayan foi descrito como "síndrome cérebro-facio-articular", "síndrome de Van Maldergem" ou "síndrome de Van Maldergem–Wetzburger–Verloes".